# III-divisioona 2020
La III-divisioona 2020 è la 10ª edizione del campionato di football americano di quarto livello (giocato a 7 giocatori), organizzato dalla SAJL.

## Squadre partecipanti
| Club               | Città       | Stadio | Sponsor ufficiale | Risultato nella stagione 2019 |
| ------------------ | ----------- | ------ | ----------------- | ----------------------------- |
| Hämeenlinna Tigers | Hämeenlinna |        |                   |                               |
| Karleby Goats      | Kokkola     |        |                   |                               |
| Malmi Blaze        | Helsinki    |        |                   |                               |
| Milky City Farmers | Kiuruvesi   |        |                   |                               |
| Sipoo Bulldogs     | Sipoo       |        |                   |                               |
| Vaasa Vikings      | Vaasa       |        |                   |                               |

## Stagione regolare

### Calendario

#### 1ª giornata
| Vaasa 18 luglio 2020, ore 11:30 | Vaasa Vikings | 40 – 6 | Karleby Goats | Botniahallin ulkotekonurmi |

#### 2ª giornata

##### Torneo di Sipoo
| Sipoo 25 luglio 2020, ore 10:30 | Sipoo Bulldogs | 46 – 0 | Milky City Farmers | Söderkullan urheilukenttä |

| Sipoo 25 luglio 2020, ore 12:30 | Milky City Farmers | 12 – 44 | Vaasa Vikings | Söderkullan urheilukenttä |

| Sipoo 25 luglio 2020, ore 14:30 | Vaasa Vikings | 26 – 8 | Sipoo Bulldogs | Söderkullan urheilukenttä |

#### 3ª giornata
| Helsinki 1º agosto 2020, ore 14:00 | Malmi Blaze | 14 – 28 | Sipoo Bulldogs | Pikku-Pekka Areena |

#### 4ª giornata

##### Torneo di Kiuruvesi
| Kiuruvesi 8 agosto 2020, ore 13:00 | Milky City Farmers | 6 – 22 | Malmi Blaze | Kiuruveden urheilukenttä |

| Kiuruvesi 8 agosto 2020, ore 15:00 | Malmi Blaze | 16 – 6 | Karleby Goats | Kiuruveden urheilukenttä |

| Kiuruvesi 8 agosto 2020, ore 17:00 | Karleby Goats | 22 – 8 | Milky City Farmers | Kiuruveden urheilukenttä |

#### 5ª giornata
| 15 agosto 2020 | Milky City Farmers | - – - | Hämeenlinna Tigers |  |

#### 6ª giornata

##### Torneo di Kokkola
| Kokkola 22 agosto 2020, ore 12:00 | Karleby Goats | 36 – 42 | Sipoo Bulldogs | Kipparin halli |

| Kokkola 22 agosto 2020, ore 14:00 | Sipoo Bulldogs | 0 – 50 | Hämeenlinna Tigers | Kipparin halli |

| Kokkola 22 agosto 2020, ore 16:00 | Hämeenlinna Tigers | 66 – 8 | Karleby Goats | Kipparin halli |

#### 7ª giornata

##### Torneo di Hämeenlinna
| Hämeenlinna 29 agosto 2020, ore 12:00 | Hämeenlinna Tigers | 48 – 6 | Malmi Blaze | Pullerin Urheilupuisto |

| Hämeenlinna 29 agosto 2020, ore 13:30 | Malmi Blaze | 16 – 26 | Vaasa Vikings | Pullerin Urheilupuisto |

| Hämeenlinna 29 agosto 2020, ore 15:30 | Vaasa Vikings | 0 – 44 | Hämeenlinna Tigers | Pullerin Urheilupuisto |

### Classifica
La classifica della regular season è la seguente:
- PCT = percentuale di vittorie, G = partite giocate, V = partite vinte,  P = partite perse, PF = punti fatti, PS = punti subiti

| Pos. | Squadra            | PCT   | G | V | N | P | PF  | PS  |
| ---- | ------------------ | ----- | - | - | - | - | --- | --- |
| 1    | Hämeenlinna Tigers | 1.000 | 4 | 4 | 0 | 0 | 208 | 14  |
| 2    | Vaasa Vikings      | .800  | 5 | 4 | 0 | 1 | 136 | 86  |
| 3    | Sipoo Bulldogs     | .600  | 5 | 3 | 0 | 2 | 124 | 126 |
| 4    | Malmi Blaze        | .400  | 5 | 2 | 0 | 3 | 74  | 114 |
| 5    | Karleby Goats      | .200  | 5 | 1 | 0 | 4 | 78  | 172 |
| 6    | Milky City Farmers | .000  | 4 | 0 | 0 | 4 | 26  | 118 |

## Playoff

### Tabellone
|  | Semifinali | Semifinali         | Semifinali |               |    | VIII Äijämalja     | VIII Äijämalja  | VIII Äijämalja  |  |
|  |            |                    |            |               |    |                    |                 |                 |  |
|  | 1          | Hämeenlinna Tigers | 44         |               |    |                    |                 |                 |  |
|  | 1          | Hämeenlinna Tigers | 44         |               |    |                    |                 |                 |  |
|  | 4          | Malmi Blaze        | 6          |               |    |                    |                 |                 |  |
|  | 4          | Malmi Blaze        | 6          |               | 1  | Hämeenlinna Tigers | 50              |                 |  |
|  |            |                    |            |               | 1  | Hämeenlinna Tigers | 50              |                 |  |
|  |            |                    | 2          | Vaasa Vikings | 18 |                    |                 |                 |  |
|  | 2          | Vaasa Vikings      | 2          | Vaasa Vikings | 18 | 36                 |                 |                 |  |
|  | 2          | Vaasa Vikings      |            |               |    | 36                 |                 |                 |  |
|  | 3          | Sipoo Bulldogs     | 6          |               |    | Finale 3º posto    | Finale 3º posto | Finale 3º posto |  |
|  | 3          | Sipoo Bulldogs     | 6          |               |    |                    |                 |                 |  |
|  |            |                    |            |               |    |                    |                 |                 |  |
|  |            |                    |            |               |    | 4                  | Malmi Blaze     | 22              |  |
|  |            |                    |            |               |    | 4                  | Malmi Blaze     | 22              |  |
|  |            |                    |            |               |    | 3                  | Sipoo Bulldogs  | 8               |  |

### Semifinali
| Hämeenlinna 5 settembre 2020, ore 11:00 | Hämeenlinna Tigers | 44 – 6 | Malmi Blaze | Pullerin Urheilupuisto |

| Hämeenlinna 5 settembre 2020, ore 12:30 | Vaasa Vikings | 36 – 6 | Sipoo Bulldogs | Pullerin Urheilupuisto |

### Finale 3º - 4º posto
| Hämeenlinna 5 settembre 2020, ore 14:30 | Malmi Blaze | 22 – 8 | Sipoo Bulldogs | Pullerin Urheilupuisto |

### VIII Äijämalja
| Hämeenlinna 5 settembre 2020, ore 16:00 | Hämeenlinna Tigers | 66 – 14 | Vaasa Vikings | Pullerin Urheilupuisto |

## Verdetti
- Hämeenlinna Tigers Vincitori dell'Äijämalja 2020